# Alwin Seifert

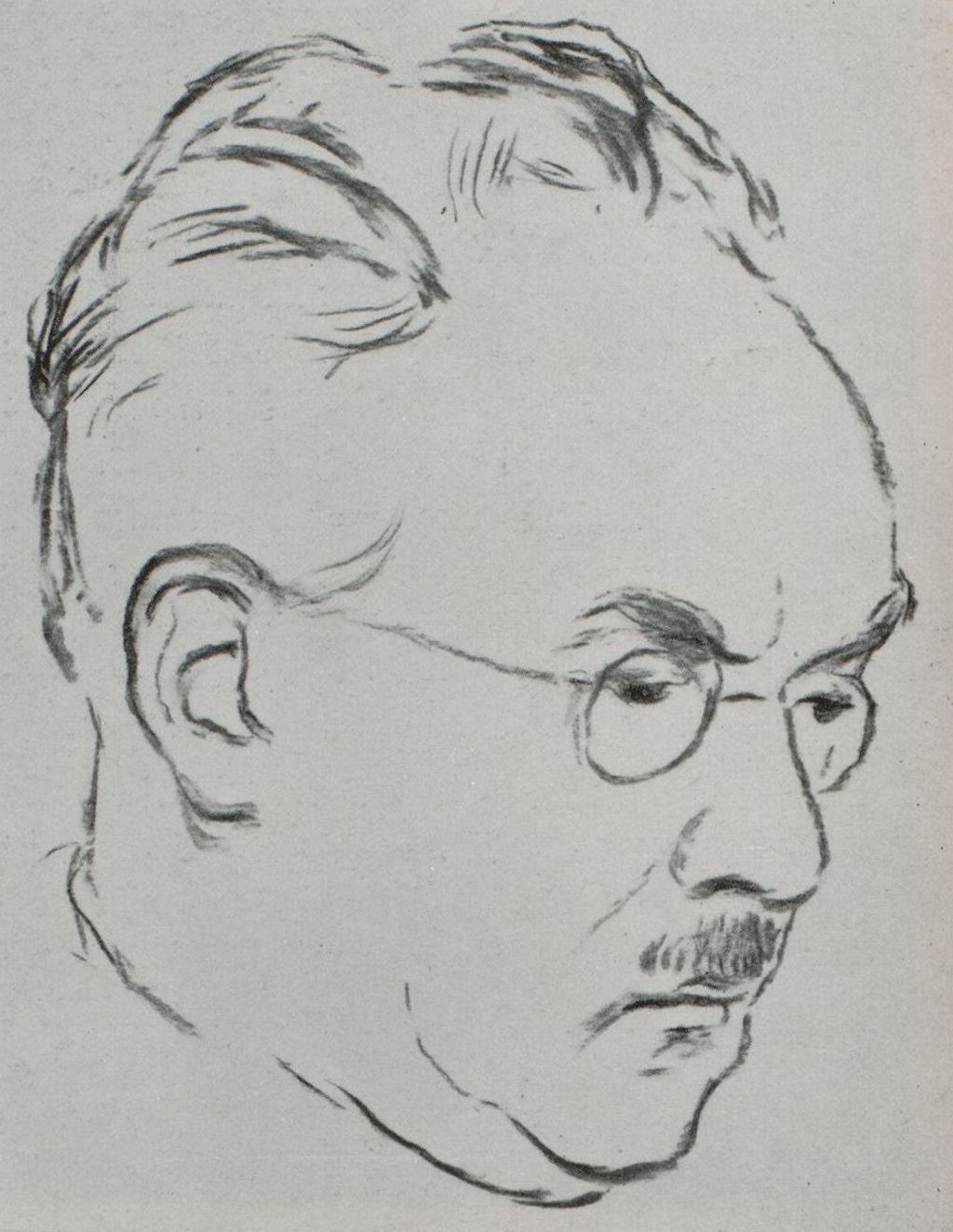
Alwin Seifert, gezeichnet von Karl Weinmair 1937

Alwin Seifert (* 31. Mai 1890 in München; † 27. Februar 1972 in Dießen am Ammersee) war ein deutscher Gartenarchitekt, Architekt, Hochschullehrer, Landschaftsgestalter, Heimatpfleger und Naturschützer. Er gilt als einer der bedeutendsten Vertreter der frühen Ökologiebewegung und der biologisch-dynamischen Landwirtschaft auch in der Zeit des Nationalsozialismus.

## Leben und Werk

### Herkunft und Ausbildung
Seifert wurde als Sohn des Bautechnikers und Bauunternehmers Hermann Seifert geboren. Seine Mutter Anna Sourell, die aus einer Hugenottenfamilie stammte, starb bei seiner Geburt. Er studierte ab 1909 an der Technischen Hochschule München Architektur und absolvierte in den Sommermonaten 1909 bis 1911 eine Maurerlehre, die er 1912 mit der Gesellenprüfung abschloss. Sein Studium schloss er 1913 mit dem Diplom ab. Anschließend arbeitete er als Bautechniker und Bauführer in einem Münchner Baugeschäft. Im Ersten Weltkrieg meldete er sich 1915 freiwillig zu den Eisenbahntruppen und war bei Kriegsende Leutnant.
Nach dem Krieg übernahm Seifert das Baugeschäft seines Vaters, das in der Hyperinflation 1920 in Konkurs ging. Von 1920 bis 1923 war er Hochschulassistent an der TH München bei Emil von Mecenseffy und Hermann Buchert in den Bereichen Hochbaukonstruktion und landwirtschaftliches Bauwesen. Im Jahr 1923 machte er sich als Architekt selbstständig. Seifert heiratete 1924 in zweiter Ehe Maria Orff, Schwester des Komponisten Carl Orff. Die Ehe blieb kinderlos.
Seifert, der sich schon als Gymnasiast für Landschaft und Pflanzenwelt interessiert hatte, bildete sich selbst zum Landschaftsarchitekten aus, da es damals weder ein abgegrenztes Berufsbild noch einen Studiengang für diese Profession gab. Beeinflusst wurde er zum einen durch das Naturverständnis der Jugendbewegung, der er sich als Mitglied des Wandervogels angeschlossen hatte. Zum anderen rezipierte er die Schriften Paul Schultze-Naumburgs zu Landschaft und Technik sowie die Konzeption biologisch-dynamischer Landwirtschaft des Anthroposophen Rudolf Steiner. 1932 bekam er einen Lehrauftrag an der TH München, den er selbst zum späteren Titel „praktische Gartengestaltung“ umgestalten konnte.
Durch seine Tätigkeit kam Seifert mit der Heimatschutzbewegung in Kontakt. Er wurde Mitglied des Bayerischen Landesvereins für Heimatschutz und gehörte seit 1926 dessen Kleinen Bauausschuss an. Ab 1927 begann er in Fachzeitschriften zu publizieren und machte 1929 mit dem Aufsatz „Gedanken über bodenständige Gartengestaltung“ in der Zeitschrift Gartenkunst auf sich aufmerksam.

## Rolle im Nationalsozialismus
Die öffentliche Wahrnehmung von Seiferts Rolle im Nationalsozialismus ist geprägt durch seine eigene verharmlosende Darstellung, die er insbesondere im Spruchkammerverfahren zur Entnazifizierung vorgelegt hat. Seine Rolle konnte erst Jahre später aufgeklärt werden.

### Vorgeschichte
Laut Joachim Wolschke-Bulmahn und Gert Gröning gehörte Seifert der geheimbündlerischen Thule-Gesellschaft an. Der Historiker Thomas Zeller sieht dafür keinen Beleg. Nach Seiferts eigenen Angaben hatte er sich 1919 dem völkischen Widar-Bund angeschlossen. Dort habe er Rudolf Heß kennengelernt. Vereinsakten des Deutschen Widar-Bundes e. V., eines „politischen Vereins“, finden sich im Staatsarchiv München, Polizeidirektion München. Möglicherweise handelte es sich um eine Loge der Thule-Gesellschaft. Zumindest von 1919 bis 1921 war er Mitglied der Deutschnationalen Volkspartei (DNVP). Seiferts völkische und antisemitische Einstellung ließen ihn leicht Anschluss an den Nationalsozialismus finden.
1937 wurde er Mitglied der NSDAP, behauptete aber später, nie ganz auf der Linie der nationalsozialistischen Ideologie gewesen zu sein. So hing er der Rassenlehre des Botanikers Friedrich Merkenschlager an, eines frühen Nationalsozialisten, der sich 1933 mit Walther Darré überworfen hatte. Seiferts Einfluss während der Zeit des Nationalsozialismus ergab sich weniger aus seinen institutionellen Funktionen als aus seinen persönlichen Verbindungen. Er profitierte von der Förderung durch Heß und Fritz Todt und behauptete, dass er nach Todts Tod und dem „Englandflug“ von Heß an Einfluss verlor. Dass er auch als Kontaktperson der anthroposophischen Bewegung fungiert hatte, machte ihn in den Augen des Reichssicherheitshauptamtes verdächtig, das ihn 1941 zeitweise überwachen ließ. Seifert stand 1944 in der Gottbegnadeten-Liste des Reichsministeriums für Volksaufklärung und Propaganda.

### Reichslandschaftsanwalt
1933 wurde er dem Stab des Beauftragten (später Generalinspektor) für den Autobahnbau Fritz Todt zugeordnet und wurde 1934 zum Berater für Fragen der landschaftlichen Eingliederung beim Autobahnbau berufen. In dieser Funktion erlangte er intensiven Kontakt zu nationalsozialistischen Parteigrößen; so führte er Briefwechsel mit Rudolf Heß, Martin Bormann, Heinrich Himmler, Walther Darré, Albert Speer und Oswald Pohl. Zudem versuchte er die Parteiführung auch mittels polemischer Artikel zugunsten von Natur und Landschaft zu beeinflussen. So forderte er in der Kampfschrift Die Versteppung Deutschlands die Schaffung der Position eines Generalinspekteurs für das deutsche Wasserwesen samt Forschungsinstitut. Er wurde wegen Verunglimpfung des Reichsarbeitsdienstes angeklagt, konnte aber gleichwohl alternative Wasserbaumethoden erfolgreich positionieren. 1938 verlieh Adolf Hitler ihm den Ehrentitel „Professor“.
Am 31. Mai 1940 wurde er anlässlich seines 50. Geburtstags zum „Reichslandschaftsanwalt“ ernannt. Seifert, der zu einem einflussreichen Berater Todts wurde, versammelte Landschaftsarchitekten, Pflanzensoziologen und Naturschützer um sich, mit denen er versuchte, seine Vorstellungen umzusetzen. Insbesondere sorgte er maßgebend dafür, dass jede oberste Bauleitung der Reichsautobahnen einen eigenen Landschaftsanwalt bekam, der für alle entsprechenden Maßnahmen verantwortlich war und schon bei der Absteckung der Autobahn-Trassen mitwirkte. Um sein Ziel einer „landschaftsgerechten“ Autobahn zu erreichen, beauftragte er den Pflanzensoziologen Reinhold Tüxen, das Gelände der Reichsautobahnen pflanzensoziologisch nach Tüxens Konstrukt der potentiellen natürlichen Vegetation zu kartieren. Diese Kartierung sollte als Grundlage einer naturgemäßen „deutschen“ Bepflanzung dienen. Zudem empfand er Steppenlandschaften als „undeutsch“ und forderte, die von der Wehrmacht eroberten osteuropäischen Gebiete durch die Bepflanzung mit Feldhecken „einzudeutschen“. Gegenüber Rudolf Heß kritisierte er, dass die NS-Rassenideologie zu einseitig „nordisch“ ausgerichtet sei, und wollte eine „alpenländische Rasse“ darin aufgenommen sehen. Im Sinne eines Exports von Naturschutzproblemen des „Altreichs“ nach Osten äußerte Seifert, dass „unsere Alpenseen“ (im konkreten Fall der Tiroler Plansee) als Übungsgelände für die Marine „verschont bleiben“ müssten, „so lange es irgend einen außerdeutschen Binnensee gibt“.
Aus seinem völkischen Gedankengut leitete er auch seine Vorstellungen eines naturnahen Wasserbaues ab und wurde damit zu einem der Gründerväter der Ingenieurbiologie. Ein weiteres Feld, auf dem Seifert tätig wurde, war die biologisch-dynamische Landwirtschaft, die auf den Anthroposophen Rudolf Steiner zurückgeht. Ungeklärt ist, ob Seifert an den Experimenten in der anthroposophisch beeinflussten Plantage Dachau unmittelbar neben dem KZ Dachau beteiligt war, auf der KZ-Häftlinge Arbeit verrichten mussten.
Seifert wies auch während der Zeit des Nationalsozialismus auf den Naturpropheten und Pazifisten Gusto Gräser, einen Schüler des Lebensreformers Karl Wilhelm Diefenbach, hin, den er in seinem Buch Das Zeitalter des Lebendigen als „Verkünder“ und „Vorläufer“ ebendieses Zeitalters darstellte.

### Entnazifizierungsverfahren
Nach dem Zweiten Weltkrieg wurde Seiferts Schrift N. S. Ordensburg Sonthofen in der Sowjetischen Besatzungszone auf die Liste der auszusondernden Literatur gesetzt.
Seifert gelang es im Entnazifizierungsverfahren zunächst als „Mitläufer“, später (1949) als „unbelastet“ eingestuft zu werden, weil er im Nationalsozialismus „erhebliche wirtschaftliche und berufliche Benachteiligungen“ hinnehmen hätte müssen. So behauptete Seifert, dass der Reichsleiter der NSDAP, Martin Bormann, 1938 verhindert habe, dass Seifert einen Lehrstuhl erhielt. Er selbst habe sich schon Anfang der 40er Jahre durch den Einfluss der Anthroposophie von seinem „Rassenhochmut“ abgewandt, der aus seiner materialistischen Geisteshaltung geboren war und die natürlichen Instinkte für die wirklichen Werte eines Menschen mehr als ein Jahrzehnt verschüttet habe. Mit dem Tod Todts und dem Englandflug von Heß habe er 1942 seine Unterstützung im Regime verloren und sei in der Folge massiv benachteiligt worden. Seine Korrespondenz mit Parteifunktionären habe „nur der wissenschaftlichen Aufgaben oder der Verteidigung seiner beruflichen Position“ gedient. Zu seinen Gunsten wurde berücksichtigt, dass er sich für rassisch Verfolgte eingesetzt und Architekturkritik an Parteibauten geäußert habe.
Philipp Auerbach als Staatskommissar für rassisch, religiös und politisch Verfolgte war entsetzt und betrieb ein Wiederaufnahmeverfahren gegen Seifert, das in zweiter Instanz im Oktober 1949 wieder mit der Einstufung als „unbelastet“ endete. Seifert habe sich mit großer Zivilcourage für die biologisch-dynamische Wirtschaftsweise eingesetzt, sich für Juden und politisch verfolgte Studentinnen ausgesprochen und dabei finanzielle und berufliche Nachteile in Kauf genommen.
Bei keinem der Verfahren konnten die Parteiunterlagen eingesehen werden, die von der US-Militärregierung beschlagnahmt worden waren. Als diese endlich vorlagen, wurde deutlich, dass Seifert keineswegs nur von Todt und Heß protegiert wurde, sondern mit einer Vielzahl höchster Parteifunktionäre im engen Austausch stand und sich Himmler, Speer und Pohl systematisch für ihn eingesetzt hatten.

## In der Bundesrepublik Deutschland
Auf seinem Briefpapier verwendete er nach wie vor den Titel „Reichslandschaftsanwalt“ und versuchte, seinen weiterhin großen Einfluss auf die Landschaftsarchitektur wieder mit einem Titel zu unterstreichen: es gelang ihm zwar nicht, „Bundeslandschaftsanwalt“ zu werden. 1950 nahm er seinen Lehrauftrag an der TH München wieder auf und es gelang ihm 1954 einen Lehrstuhl für Landschaftspflege, Landschaftsgestaltung sowie Straßen- und Wasserbau zu erhalten. Dieser wurde ausdrücklich als Wiedergutmachung für die erlittenen Nachteile im Dritten Reich bezeichnet. Von 1950 bis 1970 wurde er als Berater im Wasserbau herangezogen und gestaltete die landschaftliche Einbindung und Gestaltung von Staustufen an der Donau und beim Ausbau der Mosel zur Großschifffahrtsstraße. Er wirkte mit beim Bau des Kraftwerks Jochenstein und ab 1954 am Main-Donau-Kanal. An seinem Lehrstuhl war er prägend für die Entwicklung des Berufs des Landschaftsarchitekten.
1955 wurde er emeritiert. 1959 gab er sein Haus in München-Laim auf und erbaute sich ein neues am Ziegelstadel oberhalb von Dießen am Ammersee. Von 1958 bis 1963 war er „Bundesleiter“ des Bundes Naturschutz in Bayern. Seifert war 1961 einer der 16 Unterzeichner der „Grünen Charta von der Mainau“, die vom Grafen Lennart Bernadotte initiiert und von Bundespräsident Lübke vor Ort verkündet wurde.
Seifert kompostierte seit 1930 in seinen eigenen Gärten in München-Laim und Dießen und veröffentlichte seine Erkenntnisse seit 1945. Mit seinem bis heute aufgelegten Buch Gärtnern, Ackern ohne Gift verfasste er Anfang der 1970er Jahre ein besonders in der aufkeimenden grün-ökologischen Bewegung populäres Werk über den ökologischen Landbau. Dieses wurde unter anderem in Kreisen des Weltbundes zum Schutz des Lebens propagiert.

## Bauten
- 1923: Gutshof Waitzacker in Weilheim (Oberbayern)
- 1924/25: Wohn- und Atelierhaus für die Bildhauerin Anna von Hentig; zugehörig Garten mit Terrassierung, Wegen, Treppen und Mauerzügen; mit Einfriedung in München-Laim (von Seifert bewohnt)
- 1929: Drei Wohnhauszeilen mit Grünanlagen an der Weßlinger Straße 1–16 und Stürzerstraße 40–52 in München
- 1931: Landhaus bei Meersburg[16][17]
- 1951–1961: Gestaltung der Kraftwerksgruppe Pfreimd[18]
- 1952–1954: Außenanlagen Kraftwerk Jochenstein
- 1958–1959: Eigenes Wohnhaus am Ammersee[17]

## Gärten und Parks
- 1924: Garten auf dem heutigen Gelände der Fleischwerke Zimmermann, Thannhausen[19]
- vor 1940: Wohngarten S., München-Laim[20]
- 1938: Kurpark Schwangau[21]
- 1938: Garten B. in München-Biederstein, Klementinenstraße 8 (Architekt: Roderich Fick)[20]
- vor 1940: Gartenanlage an einem Landschlösschen, Luxemburg[20]
- 1950: Grünflächen an neuen Zeilenwohnungsbauten, München-Schwabing (Architekt: Ernst Barth)[20]
- 1951: Bergfriedhof in Schönau am Königssee (Entwurfsbezeichnung für das Projekt: „Friedhof Lustheim“)[22]
- vor 1955: Garten zu einem Verwaltungsgebäude im Rheinland (Architekt: Bernhard Bleeker)[23]
- vor 1955: Wohngarten am Auer Mühlbach, München[23]
- vor 1955: Kleiner Wohngarten im Rheinland[23]

## Mitgliedschaften und Ehrungen nach 1945
- Ehrenmitglied der Universität Innsbruck
- 1960: Fritz-Schumacher-Preis der Universität Hannover
- 1961: Großes Bundesverdienstkreuz
- 1966: Bayerischer Verdienstorden[3]
- 1969: Friedrich Ludwig v. Sckell-Ehrenring der Bayerischen Akademie der Schönen Künste[3]
- 1971: Ludwig-Thoma-Medaille der Stadt München

## Schriften
- 1930: Bodenständige Gartenkunst. In: Gartenkunst. Heft 43/1930, S. 162–164.
- 1931: Vom Gartenzaun zur Gartenlaube – Holzarbeiten für den Gartenfreund. Gartenbauverlag Trowitzsch und Sohn, Frankfurt/Oder.
- 1933: Der kommende Garten. In: Deutsche Bauzeitung. Heft 67/1933, S. 367–371.
- 1937: Natur und Technik im deutschen Straßenbau. In: Naturschutz. Heft 18/1937, S. 229–232.
- 1938: Naturnäherer Wasserbau. In: Die Deutsche Wasserwirtschaft. Heft 12/1938, S. 361–366.
- 1938: Alpenländisches Mauern. In: Forschungsarbeiten aus dem Straßenbau. Band 11. Berlin 1938.
- 1943: Das echte Haus im Gau Tirol-Vorarlberg. Eine Untersuchung über Wesen und Herkunft des alpenländischen Flachdachhauses und die Grundsätze einer Wiedergeburt im Geiste unserer Zeit. Gau-Verlag, Innsbruck (83 S., mit zahlr. Abb. Alpenschriften).
- 1943: Im Zeitalter des Lebendigen. Natur – Heimat – Technik. Erster Band. Müllersche Verlagshandlung, Planegg.
- 1944: Die Heckenlandschaft. Potsdamer Vorträge VIII, Potsdam.
- 1945/1948/1957 (?): Kompostfibel für den bairischen Bauern (Vorläufer von: Gärtnern, Ackern – ohne Gift).
- 1950: Italienische Gärten. Ein Bilderbuch. Verlag Georg Callwey, München (110 S.).
- 1959: Die Wiederherstellung der Landschaft im Bereich von Steinbrüchen. In: Natur und Landschaft. 34, S. 40.
- 1962: Ein Leben für die Landschaft. Eugen Diederichs Verlag, Düsseldorf / Köln (160 S., 49 Abb.).
- 1964: Der Kompost im Garten ohne Gifte – Fibel für kleine und große Gärtner, Bauern und Landwirte. Wirtschaftsverlag M. Klug, München-Pasing (121 S.).
- 1971: Gärtnern, Ackern – ohne Gift. Biederstein-Verlag, München (209 S., mit 14 Abb.).
- 2008: Gärtnern, Ackern – ohne Gift. Mit einem Nachwort von Hansjörg Küster. Verlag C. H. Beck, München (251 S., 255. Tsd. der Gesamtauflage).